# Larentia lineolaria
Larentia lineolaria är en fjärilsart som beskrevs av Blanchard 1852. Larentia lineolaria ingår i släktet Larentia och familjen mätare. Inga underarter finns listade i Catalogue of Life.